# Hohe Ward

Sandtrockenrasen am Hiltruper See

Hohe Ward ist der Name eines Waldgebietes, das sich zwischen dem münsterschen Stadtteil Hiltrup und den münsterländischen Ortschaften Albersloh und Rinkerode erstreckt. Zusammen mit der Davert bildet sie südlich von Münster einen stark durch Wald geprägten Gürtel um die Stadt. Der überwiegende Teil der Hohen Ward befindet sich im Stadtgebiet von Münster.
Heute wird die Hohe Ward vorwiegend zur Trinkwassergewinnung und als Naherholungsgebiet genutzt.

## Lage und Geologie
Die Hohe Ward ist kein naturräumlich, sondern ein orographisch abgegrenztes Gebiet. Sie stellt die Umgebung des durch Emmerbach und Werse begrenzten, zentralen Abschnittes des Uppenberger Geestrückens dar, der wiederum den Zentralteil des schmalen und naturraumübergreifenden Münsterländer Kiessandzuges darstellt. Südwestlich des Geestrückens reicht die Hohe Ward bis zur B 54 und hat dabei Anteile am äußersten Westen der Niederung der Davert. Nordöstlich hat sie Anteil an der Wolbecker Ebene.
Davert (541.12), Geestrücken (541.13) und Wolbecker Ebene (541.14) sind ihrerseits Teillandschaften der Münsterschen Ebene (541.1), die zur Haupteinheit 541 Kernmünsterland gehört.
Der Münsterländer Kiessandzug entstand aus einer Rinne, die zunächst durch unter Gletschereis abfließendes Wasser gebildet wurde. Sie wurde später durch den mit dem Schmelzwasser transportierten Sand und Kies verfüllt und schließlich gegenüber dem übrigen Gelände noch deutlich überhöht. Geologisch handelt es sich um ein sogenanntes Os.

## Wald und seine Bewohner

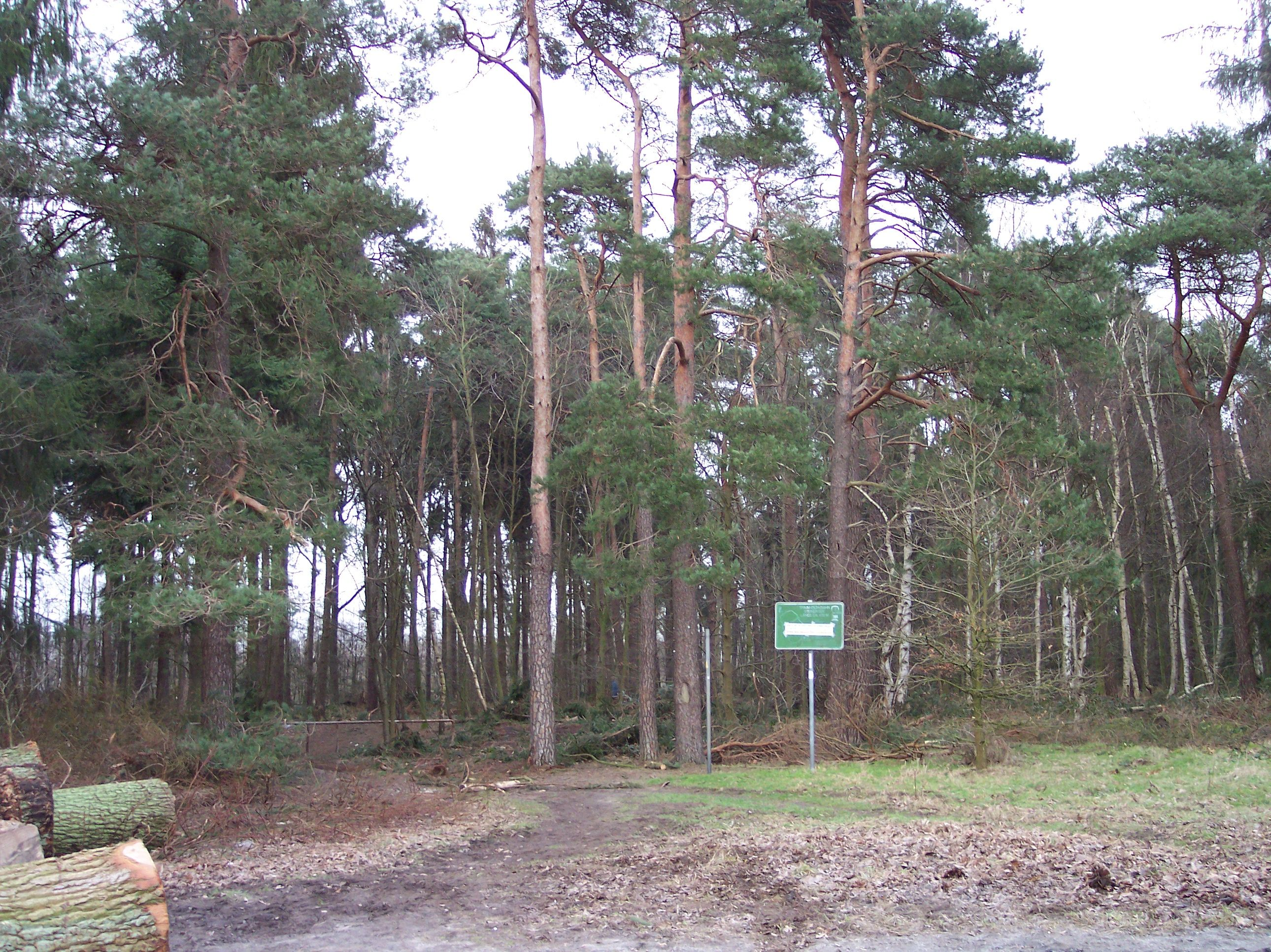
Hohe Ward Münster

Heute ist die Hohe Ward überwiegend bewaldet; der Forst ist größtenteils in Besitz der Stadt Münster, der Stadtwerke Münster und der Stiftung Heidhorn. Die am höchsten gelegenen, trockensten Bereiche sind überwiegend mit Kiefern bestockt, die tiefer gelegenen Bereiche aber auch mit Laubwald. Der Orkan Kyrill vom 18. Januar 2007 zerstörte einen großen Teil der Kiefernbestände, so dass die Umwandlung der ehemals eintönigen Forste in abwechslungsreiche Laubmischwälder beschleunigt vorangehen kann. Grundlage sind hier die Maßstäbe des Forest Stewardship Council, das ein System zur Zertifizierung nachhaltiger Forstwirtschaft betreibt.
Nur noch kleine Reste der ehemals verbreiteten Sandtrockenrasen- und Heide-Vegetation zeugen heute von waldärmeren Zeiten. Als Relikt anzusehen ist in der Hohen Ward zum Beispiel eine große Population der Feldgrille und der Gefleckten Keulenschrecke.

Wald in der Hohen Ward

## Nutzung

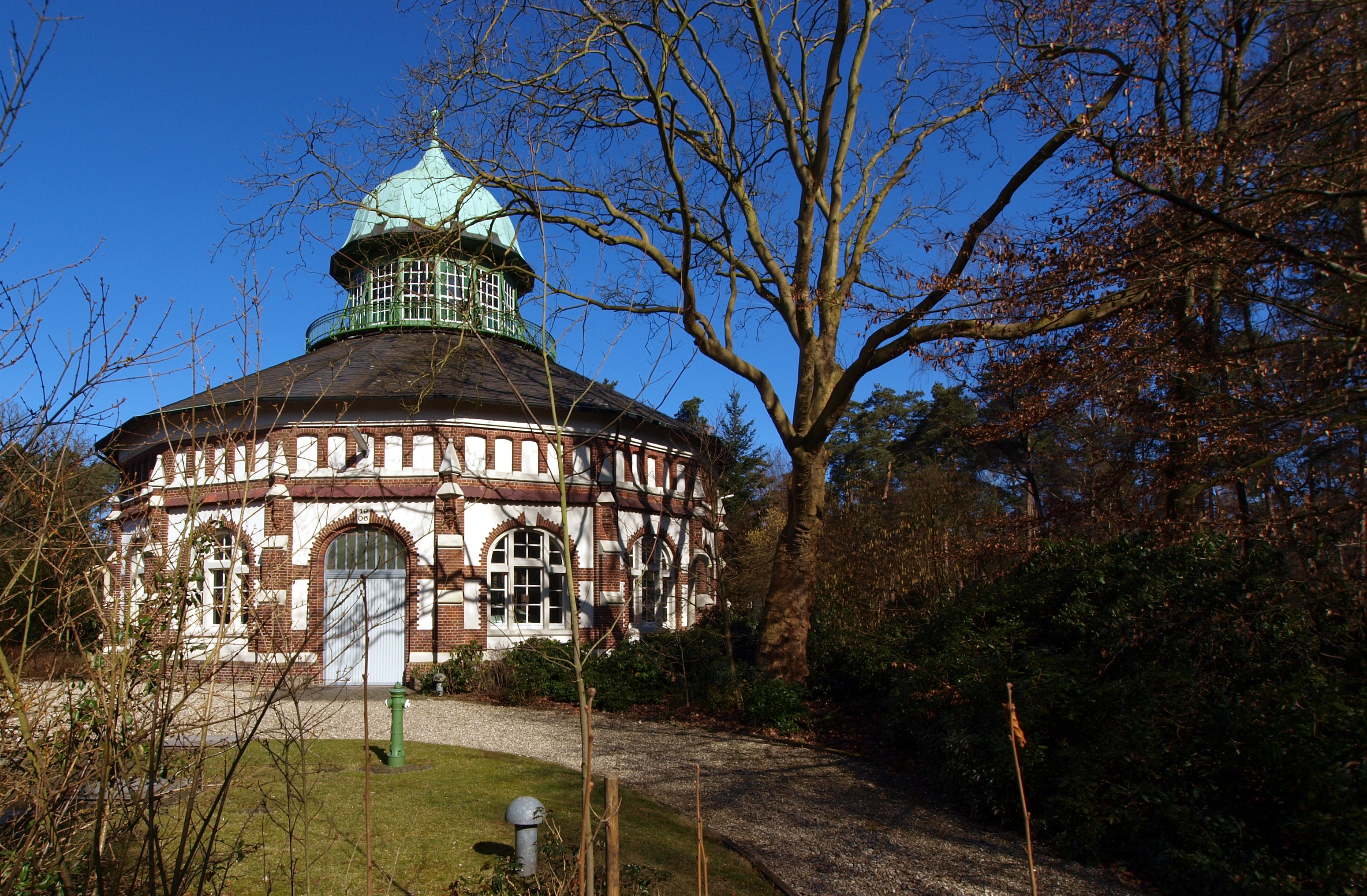
Wasserwerk der Stadtwerke von 1906

Das Gebiet wird heute vornehmlich zur Trinkwassergewinnung und als Naherholungsgebiet, vor allem von Bewohnern der Stadt Münster, genutzt. Dafür wurden zwar einige Bereiche für Erholungsuchende, wie zum Beispiel Versickerungs- und Brunnenanlagen, gesperrt, aber auch ein umfangreiches Wander- und Reitwegenetz entwickelt. Das Wasserwerk Hohe Ward fördert seit 1906 Wasser für die Stadtwerke.
Sandabbau wurde hier in der Vergangenheit vielerorts betrieben. Unter anderem entstand so der Hiltruper See, der auch Steiner See genannt wird. Allerdings herrscht heute aus Grundwasserschutzgründen an diesem Gewässer strenges Badeverbot, und die letzten Sandabgrabungen wurden schon lange stillgelegt.

## Lehrreiches
Über zahlreiche Besonderheiten des Gebiets informiert vor Ort der „Naturlehrpfad Hohe Ward“. Startpunkt ist am Parkplatz an der Straße „Zum Hiltruper See“ nahe der Westfalenstraße. 15 Informationstafeln entlang des 13 km langen Lehrpfades lassen auch eine abschnittsweise Erkundung zu. Ein Abstecher führt zu Haus Heidhorn, dem Sitz der NABU-Naturschutzstation Münsterland.
Archäologische Funde aus den Sandgruben, die teilweise im LWL-Museum für Archäologie zu sehen sind, weisen auf eine frühzeitliche Besiedlung der Gegend hin.